# Aeroporto di Čerskij
L'aeroporto di Čerskij in russo Аэропорт Черский? è un aeroporto civile situato ad un chilometro a sud dalla città di Čerskij, nell'estremo oriente della Russia, nella Repubblica Autonoma della Sacha-Jakuzia.

## Strategia
Nel periodo gennaio - giugno 2010 all'aeroporto di Čerskij sono stati effettuati 86 voli di linea e sono stati trasportati circa 3,000 passeggeri e più di 17 t di merce e posta. La principale attività dei voli di linea a Čerskij è stata effettuata dalla compagnia aerea russa Jakutavia con gli aerei Antonov An-24.
Il 26 febbraio 2013 il primo Bombardier Q400 della russa Jakutavia ha effettuato il primo volo di linea sulla rotta Jakutsk - Čerskij coprendo la distanza di 1 665 km tra le due città in meno di 3 ore sostituendo i vecchi Antonov An-24 sulle rotte di linea della Sacha-Jacuzia dopo 50 anni di servizio.

## Dati tecnici
L'aeroporto di Čerskij è dotato attualmente di due piste attive.
La principale pista asfaltata di classe D di 1,700 m permette l'atterraggio/decollo degli aerei a piccolo-medio raggio: Antonov An-2, Antonov An-24, Antonov An-26, Antonov An-28, Antonov An-30, Antonov An-32, Antonov An-74, Antonov An-140, Bombardier Q-Series, Ilyushin Il-114, Yakovlev Yak-40 e di tutti i tipi degli elicotteri.
La pista invernale con la superficie ghiacciata di 1,800 m permette anche l'atterraggio/decollo degli aerei con un peso massimo fino al 61 tonnellate: Antonov An-12, Ilyushin Il-18.
L'aeroporto è aperto 24 ore al giorno.